# Награды Адыгеи
Государственные награды Республики Адыгея — награды субъекта Российской Федерации учреждённые Главой Республики Адыгея по представлению Государственного Совета — Хасэ Республики Адыгея, согласно нормативных правовых актов: Закона Республики Адыгея от 4 августа 2021 года № 478 «О Государственных наградах Республики Адыгея», Указа Главы Республики Адыгея от 27 января 2022 года № 14 «О Положении о государственных наградах Республики Адыгея», а также других законодательных актов о наградах Республики Адыгея.
Государственные награды Республики Адыгея являются высшей формой поощрения граждан за особые заслуги в государственном строительстве, экономике, науке, культуре, искусстве, воспитании, просвещении, охране здоровья, жизни и прав граждан, благотворительной деятельности, за успехи в труде и иные заслуги перед Республикой Адыгея.
Награждение государственными наградами Республики Адыгея производится Указами Главы Республики Адыгея о награждении.
Правовой статус государственных наград и порядок награждения определяется Указом Главы Республики Адыгея от 27 января 2022 года № 14.
Кроме государственных, в Республике Адыгея могут учреждаться ведомственные, юбилейные и муниципальные награды.

## Перечень наград

### Государственные награды
| Изображение награды                                  | Наименование награды                                       | Дата учреждения       | Правила награждения | Источник |
| ---------------------------------------------------- | ---------------------------------------------------------- | --------------------- | --- | --- |
|                                                      | Медаль «Слава Адыгеи»(адыг. Медалэу "Адыгеим и Щытхъузехь) | 1 октября 1996 года   | Медаль «Слава Адыгеи» является высшей государственной наградой Республики Адыгея. Медалью «Слава Адыгеи» награждаются граждане Российской Федерации, иностранные граждане и лица без гражданства за особые заслуги в становлении государственности Республики Адыгея, развитии законодательства, обеспечении прав и свобод граждан, укреплении демократии, развитии экономики, культуры, науки, просвещения, в охране здоровья, жизни и прав граждан, в благотворительной деятельности, за проявленные отвагу, мужество и героизм. Медалью награждаются также лица, имеющие иные заслуги перед Республикой Адыгея. Медалью «Слава Адыгеи» также могут награждаться организации за особые заслуги в становлении государственности Республики Адыгея, обеспечении прав и свобод граждан, развитии экономики, культуры, науки, просвещения, здравоохранения, а также в благотворительной деятельности. Лицам, награжденным медалью «Слава Адыгеи», вручается единовременное материальное поощрение. Медаль носится на левой стороне груди после соответствующих государственных наград Российской Федерации и СССР. | Закон Республики Адыгея от 1 октября 1996 года № 23 «О медали „Слава Адыгеи“»                                             |
|                                                      | Памятный знак «За содействие специальной военной операции» | 21 августа 2024 года  | Памятным знаком «За содействие специальной военной операции» награждаются физические или юридические лица, а также индивидуальные предприниматели, проживающие или осуществляющие деятельность на территории Республики Адыгея: - за воинскую доблесть, отвагу и самоотверженность, проявленные в боевых действиях при проведении специальной военной операции (СВО); - за добровольческую (волонтерскую) и благотворительную деятельность, за гуманитарную и иную помощь, связанную с проведением СВО; - за выполнение работ (оказание услуг) по обеспечению жизнедеятельности населения и (или) по восстановлению объектов инфраструктуры новых (Донецкая Народная Республика, Луганская Народная Республика, Запорожская область, Херсонская область) регионов Российской Федерации. Памятный знак носится на левой стороне груди после соответствующих государственных наград Российской Федерации и СССР. | Указ Главы Республики Адыгея от 21 августа 2024 года № 101 «О памятном знаке "За содействие специальной военной операции» |
| Нагрудный знак «За заслуги перед Республикой Адыгея» | Почётные звания Республики Адыгея                          | 25 сентября 1992 года | Почётные звания Республики Адыгея учреждены для поощрения граждан за заслуги и большой личный вклад в социально-экономическое и культурное развитие Республики Адыгея, высокое профессиональное мастерство и добросовестный труд, способствующие развитию Республики Адыгея. Почётные звания присваиваются лицам, внёсшим значительный вклад в сфере профессиональной и творческой деятельности. По состоянию на 1 января 2022 года установлены следующие почётные звания: - Народные: врач, писатель, художник Республики Адыгея; - Заслуженные: артист, врач, государственный гражданский служащий, деятель искусств, деятель науки, журналист, лесовод, муниципальный служащий, работник высшей школы, работник жилищно-коммунального хозяйства, работник здравоохранения, работник культуры, работник образования, работник пожарной охраны, правоохранительных органов, работник промышленности, работник связи, работник сельского хозяйства, работник социальной защиты населения, работник транспорта, работник туризма, работник физической культуры, спасатель, строитель, тренер, художник, эколог, экономист, юрист Республики Адыгея. Лицам, которым присвоено почётное звание Республики Адыгея, вручается удостоверение к почётному званию Республики Адыгея и нагрудный знак «За заслуги перед Республикой Адыгея». | Постановление Верховного совета Республики Адыгея от 25 сентября 1992 года № 132 «О почётных званиях Республики Адыгея»   |

### Награды государственных органов
| Изображение награды                                      | Наименование награды | Дата учреждения     | Правила награждения | Источник |
| -------------------------------------------------------- | --- | ------------------- | --- | --- |
|                                                          | Почётный знак «Закон. Долг. Честь» | 28 ноября 2006 года | Почётный знак Государственного Совета — Хасэ Республики Адыгея «Закон. Долг. Честь» является высшей ведомственной наградой Государственного Совета — Хасэ Республики Адыгея. Почётный знак учреждён как символ признания личных заслуг граждан в парламентском строительстве, развитии традиций представительных органов на государственном и муниципальном уровнях, деятельном служении интересам избирателей, результативном участии в законотворческой работе, научных исследованиях по истории, теории и практике парламентаризма, профессиональном освещении парламентской деятельности в средствах массовой информации, а также за многолетнее и эффективное взаимодействие с Государственным Советом — Хасэ Республики Адыгея. Почётным знаком могут награждаться депутаты Государственного Совета — Хасэ Республики Адыгея, депутаты представительных органов муниципальных образований, сотрудники аппаратов представительных органов, а также депутаты Государственной Думы и сенаторы Российской Федерации, депутаты законодательных (представительных) органов государственной власти других субъектов Российской Федерации, руководители и сотрудники правоохранительных и судебных органов, руководители и сотрудники органов исполнительной власти Республики Адыгея, иных государственных органов, учёные, научные деятели и работники средств массовой информации. | Постановление Государственного Совета — Хасэ Республики Адыгея от 28 ноября 2006 года № 249-ГС «О Почётном знаке Государственного Совета — Хасэ Республики Адыгея "Закон. Долг. Честь"» −−− |
|                                                          | Почётная грамота Государственного Совета — Хасэ Республики Адыгея (адыг. Адыгэ Республикэм и Къэралыгъо Совет — Хасэм и Щытхъу тхылъ) | 14 июня 2006 года   | Почётной грамотой Государственного Совета — Хасэ Республики Адыгея награждаются граждане Российской Федерации, организации, внесшие существенный вклад в развитие законодательства и парламентаризма, обеспечение законности, прав и свобод граждан, укрепление демократии, развитие местного самоуправления, за активную общественно-политическую деятельность, высокие достижения в различных областях, способствовавшие политическому, экономическому и социально-культурному развитию Республики Адыгея. Почётной грамотой могут награждаться граждане других государств за большой вклад в развитие парламентаризма и межпарламентских связей. Повторное награждение Почётной грамотой не производится. В течение календарного года Почётной грамотой по ходатайствам комитета Государственного Совета — Хасэ Республики Адыгея могут быть награждены, как правило, не более двенадцати граждан или организаций, по ходатайствам депутатского объединения Государственного Совета — Хасэ Республики Адыгея могут быть награждены, как правило, не более четырёх граждан или организаций. | Постановление Государственного Совета — Хасэ Республики Адыгея от 14 июня 2006 года № 92-ГС «О Почётном знаке Государственного Совета — Хасэ Республики Адыгея "Закон. Долг. Честь"»        |
|                                                          | Почётный знак «За вклад в развитие физической культуры и спорта в Республике Адыгея»                                                  | ***                 | Почётный знак «За вклад в развитие физической культуры и спорта в Республике Адыгея» вручается Заслуженным работникам физической культуры Республики Адыгея: тренерам, спортсменам, работникам физической культуры и спорта, наиболее отличившимся в спортивной сфере по совершенствованию системы физического воспитания населения, массовой физической культуры и спорта, спорта высших достижений, в укреплении материально-технической базы в сфере физической культуры и спорта, внёсшим большой вклад в развитие физической культуры и спорта в Республике Адыгея. | Приказ Министерства спорта Республики Адыгея −−− |
|                                                          | Почётный знак «Спортивная слава Республики Адыгея»                                                                                    | ***                 | Почётный знак «Спортивная слава Республики Адыгея» является ведомственной наградой комитета Республики Адыгея по физической культуре и спорту. Почётный знак вручается: - за выдающиеся заслуги в области спорта; - чемпионам Олимпийских игр, международных и всероссийских соревнований; - тренерам, подготовившим перспективную смену чемпионам; - общественным деятелям, политикам, спортивным журналистам, которые внесли в развитие спорта в Республике Адыгея наибольший вклад. Почётным знаком награждаются граждане Российской Федерации за особые заслуги в развитии и укреплении олимпийского движения в Республике Адыгея, пропаганде идеалов и принципов олимпизма. Лицам, награждённым Почётным знаком, вручаются почётные знаки и удостоверения установленного образца. Вручение производится в торжественной обстановке. Почётный знак «Спортивная слава Республики Адыгея» носится на левой стороне груди. | Приказ Министерства спорта Республики Адыгея −−− |
| Медаль за I место Медаль за II место Медаль за III место | Медаль «Победителю республиканского соревнования» за I, II и III места                                                                | ***                 | Медаль «Победителю республиканского соревнования» (за I, II и III места) является ведомственной наградой комитета Республики Адыгея по физической культуре и спорту. Медалью награждаются граждане, занявшие I, II и III места на заключительных этапах республиканских соревнований. Медаль «Победителю республиканского соревнования» носится на шейной ленте. Медаль изготавливается из металла: - золотистого цвета для занявших I место на соревнованиях; - серебристого цвета для занявших II место; - бронзового цвета для занявших III место. | Приказ Министерства спорта Республики Адыгея |

### Памятные и юбилейные награды
| Изображение награды | Наименование награды                                        | Дата учреждения   | Правила награждения | Источник |
| ------------------- | ----------------------------------------------------------- | ----------------- | --- | --- |
|                     | Памятная медаль «Родившемуся в Адыгее»                      | ***               | Памятная медаль «Родившемуся в Адыгее» символизирует повышение престижа и ценности семейного образа жизни и рождения детей. Памятная медаль вручается органами записи актов гражданского состояния администраций муниципальных образований Республики Адыгея. Учёт выдачи памятной медали осуществляется путем внесения соответствующей записи в журнал учёта выдачи памятной медали. При государственной регистрации рождения ребенка заявитель расписывается за получение памятной медали в журнале учёта выдачи памятной медали. В случае утраты или порчи памятная медаль повторно не выдается. Памятная медаль не является государственной наградой Российской Федерации и Республики Адыгея. | Положение о памятной медали «Родившемуся в Адыгее»                                                           |
|                     | Памятная медаль «Республика Адыгея – 25 лет»                | Июнь 2016 года    | 5 октября 1990 года внеочередная сессия Адыгейского областного Совета народных депутатов ХХI созыва провозгласила образование Адыгейской Советской Социалистической Республики в составе РСФСР. Этот шаг стал отражением воли народов, обеспечением законных политических, экономических, этнических и культурных прав людей всех национальностей, проживающих в республике, осознанием ответственности за судьбы адыгской нации, всех других народов. Памятная медаль «Республика Адыгея – 25 лет» является памятной юбилейной наградой Главы Республики Адыгея, которой поощрялись лица внесшие существенный вклад в становление и развитие Адыгеи, как полноправного субъекта Российской Федерации. Это люди культуры, искусства, а также бывшие управленцы и руководители предприятий, в том числе находящиеся на пенсии.                                                                                            | Положение о памятной медали «Республика Адыгея – 25 лет» −−−                                                 |
|                     | Юбилейная медаль «100 лет Республике Адыгея»                | Июль 2022 года    | Юбилейная медаль «100 лет Республике Адыгея» учреждена в ознаменование 100-летия со дня образования Республики Адыгея и не является государственной наградой Республики Адыгея. Медаль вручается в течение 2022 года. Юбилейной медалью «100 лет Республике Адыгея» награждаются граждане, обеспечившие своим трудом, государственной, общественно-политической, научной, образовательной, культурной, спортивной, благотворительной и иной деятельностью социально-экономическое развитие Республики Адыгея, личная деятельность которых оказала значительное влияние на развитие Республики Адыгея, благосостояние её жителей, способствовала повышению престижа и авторитета региона. Лицам, награждённым юбилейной медалью «100 лет Республике Адыгея», вручается сама медаль и удостоверение к ней. | Положение о юбилейной медали «100 лет Республике Адыгея» −−−                                                 |
|                     | Медаль «95 лет военному комиссариату Республики Адыгея»     | Декабрь 2017 года | Медалью «95 лет военному комиссариату Республики Адыгея» награждались военнослужащие и работники военных комиссариатов Республики Адыгея, в том числе находящиеся в запасе (отставке), безупречно прослужившие (проработавшие) 10 лет и более в календарном исчислении в структуре военных комиссариатов Республики Адыгея. Медалью «95 лет военному комиссариату Республики Адыгея» также награждались и другие лица оказывающие содействие и значительную помощь военным комиссариатам Республики Адыгея в осуществлении возложенных на них задач. Награждения производились Приказом военного комиссара Республики Адыгея. | Положение о медали «95 лет военному комиссариату Республики Адыгея» −−−                                      |
|                     | Юбилейная медаль «20 лет мировой юстиции Республики Адыгея» | Ноябрь 2020 года  | Юбилейная медаль «20 лет мировой юстиции Республики Адыгея» является юбилейной медалью Управления судебного департамента при Верховном Суде Российской Федерации в Республике Адыгея. Юбилейная медаль «20 лет мировой юстиции Республики Адыгея» вручается: - мировым судьям, судьям федеральных судов, в том числе находящимся в отставке, имеющим стаж работы в должности мирового судьи не менее 5 лет; - иным лицам, внёсшим существенный вклад в становление и развитие мировой юстиции в Республике Адыгея. Юбилейная медаль вместе с удостоверением к ней вручается в торжественной обстановке. К личному делу приобщается копия удостоверения к медали, а в трудовой книжке производится запись о вручении медали. Повторное вручение юбилейной медали не производится. Дубликат юбилейной медали взамен утерянной не выдается. В случае утраты удостоверения к медали может выдаваться дубликат удостоверения. | Положение о юбилейной медали «20 лет мировой юстиции Республики Адыгея» −−− Информация о награждении медалью |